# Hulsterloo
Hulsterloo is een verdwenen plaats in Zeeuws-Vlaanderen die wordt gesitueerd daar waar het huidige Nieuw-Namen zich bevindt.

## Geschiedenis
De oudste vermelding van Hulsterloo dateert van 1136 en dit betrof een schenking van graaf Diederik van Vlaanderen aan de Norbertijner Abdij van Saleghem (bij Vrasene). Deze abdij werd niet lang daarna ondergeschikt aan de Abdij van Drongen. De monniken stichtten hier een uithof, en omstreeks 1150 werd een kapel gebouwd welke in 1236 een ingrijpende verbouwing onderging.
Hulsterloo werd ook vernoemd in het epos Van den vos Reynaerde: Int oostende van Vlaenderen staet een bosch ende dat heet Hulsterloo. Ook was er in dit epos sprake van een Kriekeput, een verlaten plaats in de wildernis waar soms gedurende een half jaar geen sterveling kwam. Deze zou 7,5 km ten zuiden van de kapel hebben gelegen.
Hulsterloo was al die jaren, en wellicht enige tijd daarvóór, reeds een bewoonde nederzetting, gelegen op een dekzandrug. Volgens een legende zou de nederzetting zijn gesticht nadat een miraculeus Mariabeeldje was gevonden. Waarschijnlijk werd het beeldje echter pas in 1160 vervaardigd.
Aldus ontstond een uithof, met enkele boerderijen, een kapel geleid door een kapelaan, en een magister die voor de inning van de tienden zorgde en andere economische zaken behartigde. De uithof kwam tot bloei, mede door de turfwinning, doch de voorraden raakten omstreeks 1450 uitgeput. De oorlogshandelingen die in deze streek in de 14e en 15e eeuw plaatsvonden, droegen aan de neergang bij.
Naar verluidt zou het beeldje tijdens de beeldenstorm van 1578 in het vuur geworpen zijn, maar daar vrijwel onbeschadigd weer uit tevoorschijn zijn gekomen. In 1580 werd het kerkje, in opdracht van het bestuur van de (Calvinistische) Gentse Republiek, afgebroken. Het beeldje echter zou door de bewoners van Hulsterloo zijn verborgen. Met de inundatie van 1585 ontvolkte de streek, en werd het beeldje naar Gent overgebracht.

## Het beeldje
Omtrent de oorsprong van het beeldje bestaan meerdere legenden. Het zou vereerd zijn geweest in Atrecht dan wel in Thérouanne, maar de bewoners zouden de devotie hebben veronachtzaamd, waarop het beeldje te kennen gaf te willen verhuizen. Engelen zouden het beeld van Atrecht naar Hulsterloo hebben gebracht. Volgens de Thérouanne-versie zou het beeld steeds op de stadsmuur zijn gaan staan. Toen verschenen twee witte duiven met wierook. Er werd een processie georganiseerd waarbij een blinde priester zijn gezicht weer herkreeg. Deze trok dan met het beeld naar diverse abdijen in Vlaanderen, kwam uiteindelijk bij de Abdij van Baudeloo, en via de Abdij van Saleghem, steeds de weg gewezen door de duiven, kwam men dan in Hulsterloo terecht. Hier bleef de genezen priester 50 jaar lang als kluizenaar wonen.
In de kapel was, voordat ze werd verwoest, een tafereel van onser Vrauwen Mirakelen te vinden, waarop de vele wonderen die het beeldje zou hebben verricht werden uitgebeeld.
Het beeldje is één der oudste miraculeuze beelden van Nederland. Het is een sedes sapientiae in Romaanse stijl, gesneden uit kersenhout. Het is waarschijnlijk omstreeks 1160 in Noord-Frankrijk vervaardigd. In 1585 werd het naar Gent overgebracht waar de monniken van Drongen toen een refugium bezaten. In 1698 kwam het in de nieuwe Abdij van Drongen en, toen de monniken in 1797 werden verdreven, kwam het beeldje in de Sint-Gerolfkerk te Drongen te staan, en daar is het nog steeds.
In 1922 werd het beeldje gerestaureerd. Er kwam een 16e-eeuwse beschildering en versiering met edelstenen tevoorschijn, die echter op een linnen doek was aangebracht. Deze camoufleerde de beschadigingen en onder het linnen waren brandplekken te zien, terwijl ook onderdelen van het beeld waren vervangen.

## Externe bron
- Meertens Instituut